# Зиновьев, Иван Дмитриевич
Иван Дмитриевич Зиновьев (17 января 1905 года — 1942 год) — советский офицер, участник советско-финляндской и Великой Отечественной войн, Герой Советского Союза (26 апреля 1940 года). Полковник (1941).

## Биография
Иван Зиновьев родился 17 января 1905 года в деревне Дубовка (ныне — Бавлинский район Татарстана). Из многодетной (11 детей) крестьянской семьи. После окончания пяти классов церковно-приходской школы в селе Потапово-Тумбарла работал в сельском хозяйстве.
В октябре 1927 года И. Д. Зиновьев был призван Бавлинским районным военкоматом на службу в пограничные войска ОГПУ СССР. В 1928 году окончил школу младшего комсостава при 47-м Керкинском пограничном отряде. После её окончания служил в этом же пограничном отряде Среднеазиатского пограничного округа. Участвовал в боях с басмачами, в одном из боёв в 1930 году был тяжело ранен в голову. Командовал отделением, с ноября 1931 года был командиром взвода, с июля 1932 по март 1933 года был помощником начальника пограничной заставы. В 1934 году Зиновьев окончил курсы переподготовки среднего начальствующего состава при 2-й школе пограничной охраны и войск ОГПУ в Харькове. После их окончания вернулся в 47-й погранотряд на должность начальника пограничной заставы «Гокча». При введении персональных воинских званий в СССР ему было присвоено воинское звание лейтенанта (28.08.1936). С мая 1937 года служил в 46-м пограничном отряда также в Туркмении помощником коменданта по строевой части, с сентября 1937 — помощником начальника штаба отряда, с сентября 1938 — начальником штаба пограничной комендатуры. В 1931 году вступил в ВКП(б).
В 1939 году окончил заочно Высшую пограничную школу НКВД СССР. По её окончании старший лейтенант (звание присвоено 26.03.1938 г.) И. Д. Зиновьев 18 сентября 1939 года назначен начальником штаба пограничной комендатуры 21-го Ямпольского пограничного отряда Украинского пограничного округа, с 14 октября 1939 года — начальник штаба погранкомендатуры 95-го пограничного отряда в Станиславской области Украинской ССР.
Участвовал в советско-финляндской войне с декабря 1939 года, будучи назначен командиром роты 4-го пограничного полка, которой была поручена охрана фронтовых коммуникаций у села Уома. Начиная с 15 декабря 1939 года, рота Зиновьева непрерывно сражалась с финскими диверсантами, пытавшимися уничтожить заставу. 10 января 1940 года рота попала в окружение двух батальонов противника. Несмотря на два ранения, Зиновьев организовав круговую оборону продолжал сражаться в течение месяца. За этот месяц рота отбила десятки атак врага, ежедневно подвергаясь артиллерийскому и пулемётному обстрелу и не имея подвоза продовольствия и боеприпасов. Из 142 человек личного состава пограничники потеряли 25 бойцов убитыми и 50 ранеными, многие были обморожены. В строю оставалось 32 бойца. В такой ситуации, чтобы избежать полной гибели подразделения, в ночь на 12 февраля 1940 года капитан Зиновьев организовал и лично возглавил прорыв финской обороны и затем по лесным тропам вывел роту из окружения.
Указом Президиума Верховного Совета СССР от 26 апреля 1940 года «за успешное выполнение боевых заданий Правительства по охране государственных границ и проявленные при этом отвагу и геройство» капитан Иван Зиновьев был удостоен высокого звания Героя Советского Союза с вручением ордена Ленина и медали «Золотая Звезда» за номером 316.
25 апреля 1940 года уже ставший майором И. Д. Зиновьев назначен начальником штаба отдельного стрелкового батальона в ОМСДОН НКВД имени Ф. Э. Дзержинского. В июне направлен на учёбу в академию. Автор книги на основе собственного боевого опыта «Бой в окружении».
В августе 1941 года И. Д. Зиновьев окончил первый курс Военной академии РККА имени М. В. Фрунзе. В том же месяце он был назначен командиром 393-й стрелковой дивизии, которая формировалась в Харьковском военном округе. В начале октября дивизию передали в 10-ю армию (2-го формирования) Южного фронта, а затем в 6-ю армию Юго-Западного фронта. Участвовал в боях Великой Отечественной войны с 1 октября 1941 года, в Донбасско-Ростовской оборонительной операции, в частных оборонительных и наступательных боях на рубеже реки Северский Донец и в Барвенково-Лозовской наступательной операции. В последней операции дивизия под его командованием успешно наступала, освободив десятки населенных пунктов, уничтожив до 2000 и пленив 50 немецких солдат и офицеров, захватил свыше 20 орудий, 75 автомашин, 2 танка и много иного вооружения и военного имущества. За эти бои он был награждён своим вторым орденом Красного Знамени.
Во время катастрофы советских войск под Харьковом 29 мая 1942 года Зиновьев получил тяжёлое ранение и попал в плен. В СССР длительное время считался пропавшим без вести. Содержался в лагерях для военнопленных в Германии и Норвегии. Пытался организовать побег, но был раскрыт и в том же году расстрелян.

## Награды
- Герой Советского Союза (26.04.1940)
- Орден Ленина (26.04.1940)
- Два ордена Красного Знамени (12.07.1932, 27.03.1942)[3]
- Юбилейная медаль «XX лет Рабоче-Крестьянской Красной Армии» (1940)

## Память
- В честь Зиновьева названа улица в туркменском городе Керки.
- В 2004 году установлен памятный знак в его родной деревне Дубовка[3].
- Установлен бюст в Бавлах.